# معبر القنيطرة
معبر القنيطرة هو معبر حدودي يقع بالقرب من بلدة القنيطرة في مرتفعات الجولان جنوب غرب سوريا، حيث يقطع خط وقف إطلاق النار بين الجزء المُحرَّر الخاضع للسيطرة السوريّة والجزء المُحتَل من قِبَل إسرائيل منذ 1967. أقامته قوة الأمم المتحدة لمراقبة فض الاشتباك عام 1974 فور انتهاء حرب تشرين/ أكتوبر.
يُسمح للدروز السوريين من مرتفعات الجولان المُحتلَّة بالعبور عبر هذا المعبر للدراسة والعمل والعيش في سوريا. كما يُصدِّر الفلاحون في تلك المناطق التفاح من خلاله أيضًا إلى باقي المناطق السوريّة وتحت إشراف الصليب الأحمر. تقع على هذا المعبر نقطة الحراسة الخرسانيّة الوحيدة على طول خط وقف إطلاق النار.

## تاريخ
أقامت قوة الأمم المتحدة لمراقبة فض الاشتباك هذا المعبر في 31 أيار/ مايو 1974 كنتيجة لاتفاقية فك الاشتباك بين سوريا وإسرائيل. ولقد أسست هذه القوة مقرّاتها على طول الحدود، كما احتاجت إلى التحرك بحريّة بين طرفيّ الحدود لتسهيل عملها. كما استخدم المعبر السكان الدروز للتنقل بين طرفيّ خط وقف إطلاق النار.

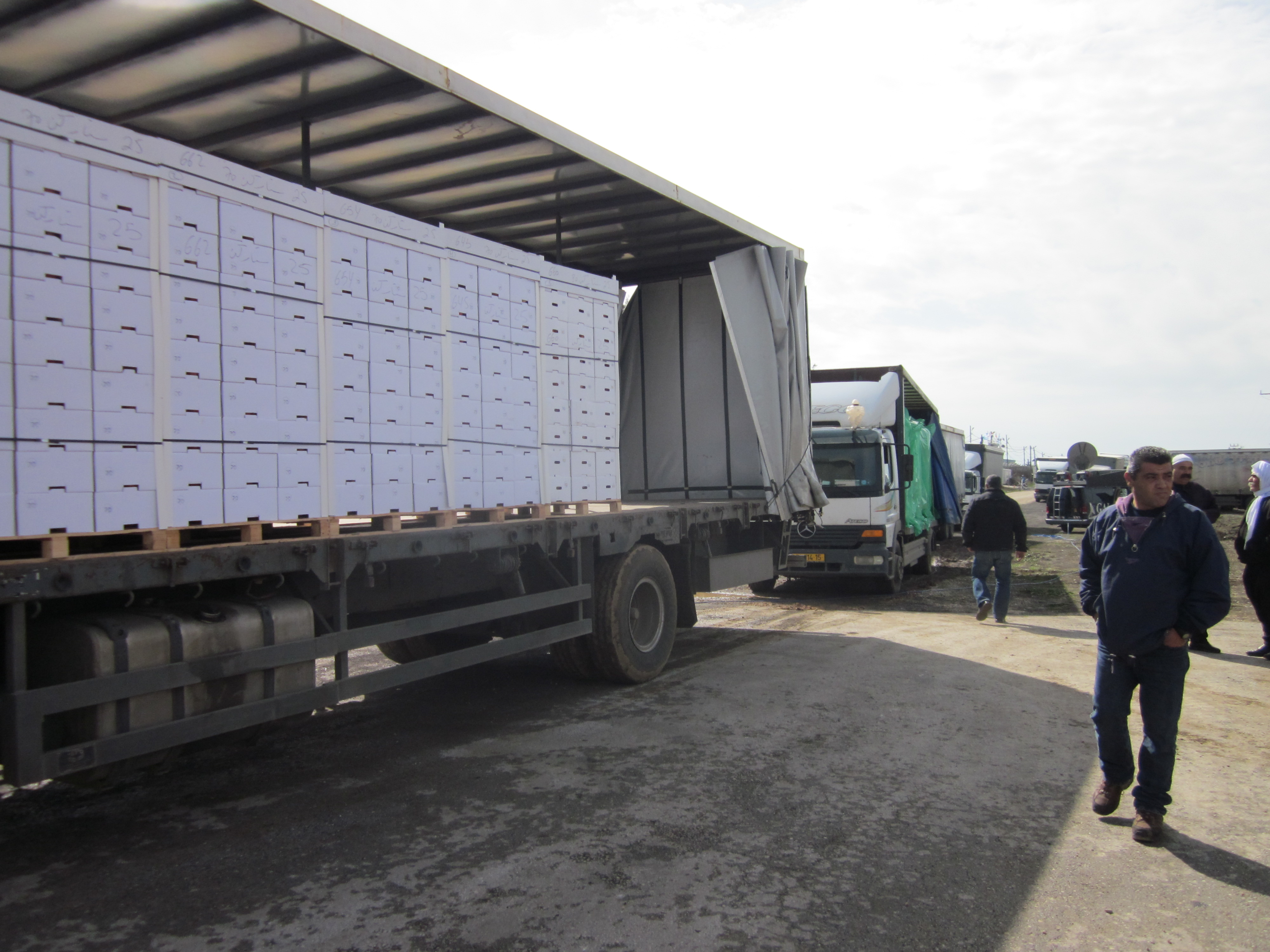
شاحنات التفاح بالمعبر (2011).

لقد تعرّض المعبر خلال الأزمة السوريّة للهجوم من قِبَل فصائل من المعارضة السوريّة، والتي سيطرت عليه مؤقتًا في 6 حزيران/ يونيو 2013، وقد تمكنت القوّات الحكوميّة السوريّة من استعادة المعبر بسرعة، كما أُصيب أحد جنود حفظ السلام الفلبينيين في قوة الأمم المتحدة لمراقبة فض الاشتباك خلال الهجوم. ونتيجة لذلك، أعلنت الحكومة النمساويّة سحب قواتها من بعثة الأمم المتحدة. ولقد احتلت فصائل من المعارضة السوريّة المعبر مرة أخرى في 27 آب/ أغسطس 2014، مما أدى إلى إغلاقه.
أُعيد فتح معبر القنيطرة في 15 تشرين الأول/ أكتوبر 2018 لأفراد قوة الأمم المتحدة لمراقبة فض الاشتباك، وذلك بعد استعادة الحكومة السوريّة سيطرتها على جميع المنطقة الجنوبيّة من سوريا.

## وصلات خارجية
- صفحة إسرائيلية لمعبر القنيطرة